# LDE (La Douleur Exquise)
Pour les articles homonymes, voir LDE.
Pour plus de détails, voir Fiche technique et Distribution.
LDE (La Douleur Exquise) est un court-métrage télévisé américain écrit et réalisé par Christie Conochalla, sorti en 2016.

## Fiche technique
- Titre : LDE (La Douleur Exquise)
- Réalisation : Christie Conochalla
- Scénario :  Christie Conochalla
- Production : David Santos
- Musique :
- Pays d'origine :  États-Unis
- Langue d'origine : anglais, français
- Genre : Comédie dramatique, romance saphique
- Lieux de tournage : États-Unis
- Durée : ? minutes
- Date de sortie : 
  -  États-Unis 2016

## Distribution
- Mandahla Rose : Sasha Austin
- Marie Gibb : Elisabeth Anelare
- Scott D Gold : Scott Campbell
- Michael Juris : Michael